# Dangio
Dangio ist ein Dorf im Kanton Tessin in der Schweiz, eine Fraktion der Gemeinde Blenio (Bezirk Blenio).

## Geographie
Zwischen Torre und Dangio verläuft die Schlucht des Gebirgsbaches Riale Soia aus dem Val Soia. Nachbargemeinden waren von Norden im Uhrzeigersinn Aquila, Malvaglia und Acquarossa. Das Dorf ist der Ausgangspunkt für den Aufstieg, der durch das Val Soia zum Passo del Laghetto und zum 3402 m ü. M. hohen Rheinwaldhorn führt. Ein steiler Hüttenaufstieg führt von Dangio zur Adulahütte SAC und zur Adulahütte UTOE.

Werner Friedli (Fotograf): Dangio, historisches Luftbild (1953)

## Wirtschaft
Die lokale Wirtschaft wurde früher von der Schokoladenfabrik Cima Norma getragen, die 1968 geschlossen wurde. Seitdem hat sich die Entwicklung des Dorfes verlangsamt, und die Geschäfte haben nach dem Bau der Umgehungsstrasse zwischen Torre und Aquila im Jahr 1989 nicht überlebt.

## Sehenswürdigkeiten
- Pfarrkirche Sant’Ambrogio, erwähnt im Jahr 1567, 1742 erweitert und 1978 und 2003 renoviert. An der linken Seite des Kirchenschiffs das Fresko mit dem Heiligen Christophorus von den Malern Attilio Balmelli und Emilio Ferrazzini (1953)[1]
- Zwischen Torre und Dangio: ehemalige Fabbrica di Cioccolato Cima Norma[1]
- Hotel Adula bei der ehemaligen Fabrik Cima Norma[1]